# دکتر کارآگاه
دکتر کارآگاه (کره‌ای: 닥터 탐정; لاتین‌نویسی اصلاح‌شده: Dakteo Tamjeong) یک مجموعهٔ تلویزیونی کره جنوبی سال ۲۰۱۹ با بازی پارک جین هی، بونگ ته گیو و لی کی-وو است. این مجموعه از ۱۷ ژوئیه تا ۵ سپتامبر ۲۰۱۹ از اس‌بی‌اس پخش شد.

## بازیگران

### اصلی
- پارک جین هی در نقش دو جونگ اون[۲]
- بونگ ته گیو در نقش هو مین کی
- لی کی-وو در نقش چوی ته یونگ[۳]